# Santiago del Estero
Santiago del Estero è una città dell'Argentina settentrionale, capitale dell'omonima provincia. Ha una popolazione di circa 245.000 abitanti, e forma una conurbazione di circa 330.000 abitanti con la vicina città di La Banda. Sorge sulle rive del fiume Dulce, lungo la strada nazionale 9, ad oltre 1000 km a nord-ovest di Buenos Aires. Santiago del Estero è la più antica città fondata dai coloni spagnoli in Argentina ancora esistente in quanto tale.
La città e la regione circostante sono abitate da circa 100.000 persone che parlano il locale dialetto quechua: si tratta dell'avamposto più meridionale dell'antica lingua Inca, una delle poche lingue nativo-americane che sopravvivono oggigiorno in Argentina.

## Geografia
Santiago del Estero sorge sulla sponda destra del río Dulce nella regione del Gran Chaco. È situata a 1048 km da nord-ovest della capitale argentina Buenos Aires.

## Storia
Il 24 giugno 1550 l'esploratore spagnolo Juan Núñez de Prado, proveniente con una spedizione dal Perù, fondò una città in quella che è l'attuale provincia di Tucumán. L'insediamento fu chiamato El Barco in onore di El Barco de Ávila, cittadina natale di Núñez de Prado. Nei due anni seguenti la colonia fu spostata due volte a causa dei contrasti di giurisdizione con Pedro de Valdivia, governatore del Cile.
Nel 1553 Valdivia ordinò a Francisco de Aguirre di prendere possesso della colonia del Barco e di destituire Núñez de Prado. Una volta giunto sul posto e preso il comando, Aguirre fece trasferire tutti i coloni in un nuovo sito posto poco più a nord, in un'area meglio protetta dalle inondazione del río Dulce e dagli attacchi degli indigeni Lule. La nuova città fu fondata il 25 luglio dello stesso anno e venne chiamata Santiago del Estero del Nuevo Maestrazgo. Dal nuovo insediamento gli spagnoli faranno partire le spedizioni che porteranno alla fondazione di San Miguel de Tucumán nel 1565, Córdoba nel 1573, Salta nel 1582, La Rioja nel 1591, San Salvador de Jujuy nel 1593 e San Fernando del Valle de Catamarca nel 1683. Per questo motivo Santiago del Estero è conosciuta con il nominativo di madre delle città.
La città era capitale dell'Intendenza di Tucumán durante il Vicereame del Río de la Plata, e sede principale del vescovato; successivamente i due titoli furono trasferiti a Salta e a Córdoba rispettivamente. Il 4 luglio 1817 la città fu gravemente danneggiata da un terremoto di magnitudo 7.0 della scala Richter.
Santiago del Estero si trova al centro di una vasta, ma per lo più semi-arida, regione agricola. In origine l'area era ricca di foreste secche dove abbondava il quebracho. Il patrimonio boschivo però è andato completamente distrutto a causa dello sfruttamento delle industrie del legno britanniche durante il XIX secolo. Nel 1884 Santiago del Estero fu raggiunta dalla ferrovia.
Nel 1907 fu eretta la nuova (e attuale) diocesi di Santiago del Estero, elevata nel 2024 ad arcidiocesi con il titolo per il suo arcivescovo di "Primate di Argentina" (fino ad allora degli arcivescovi di Buenos Aires) per essere stata la città sede del primo vescovo dell'attuale nazione.

## Monumenti e luoghi d'interesse

### Architetture religiose
- Cattedrale di Nostra Signora del Carmine

## Cultura
Alcune figure degne di nota legate alla storia di Santiago del Estero sono il Colonnello Juan Francisco Borges, leader della Guerra d'Indipendenza Argentina (antenato dello scrittore Jorge Luis Borges, il pittore del XIX secolo Felipe Taboada, e i leader rivoluzionari Mario Roberto e Francisco René Santucho, fondatori del Partido Revolucionario de los Trabajadores (Partito Rivoluzionario dei Lavoratori, PRT) e del Ejército Revolucionario del Pueblo ("Esercito Rivoluzionario del Popolo", ERP).
In campo artistico, la città ebbe importanti rappresentanti, come Ramón Gómez Cornet, Carlos Sánchez Gramajo, Alfredo Gogna, Ricardo e Rafael Touriño nelle arti plastiche e Jorge Washington Ábalos, Bernardo Canal Feijóo, Clementina Rosa Quenel, Alberto Tasso, Carlos Virgilio Zurita and Julio Carreras nella letteratura.
L'eredità musicale di Santiago è uno degli aspetti culturali più importanti della città, con i tipici generi folk della chacarera e della zamba. Alcuni artisti e complessi famosi sono i Manseros Santiagueños, Alfredo Ábalos, Jacinto Piedra e Raly Barrionuevo o il grande poeta tanguero Homero Manzione più conosciuto come Homero Manzi.

### Istruzione

#### Musei
- Centro Culturale del Bicentenario, situato all'interno del vecchio cabildo.
- Casa Museo Andres Chazarreta
- Museo d'Arte Sacra San Francisco Solano

#### Università
Santiago del Estero è sede di due università. La prima, l'Università Nazionale di Santiago del Estero, fu fondata nel 1973 e conta di un campus in città e uno nella vicina località di El Zanjón, la seconda, l'Università Cattolica di Santiago del Estero fu fondata nel 1960.

### Media

#### Stampa
Il quotidiano della città è El Liberal', fondato nel 1898.

## Infrastrutture e trasporti

### Strade
Santiago del Estero è situata lungo la strada nazionale 9, una delle principali arterie di comunicazione dell'Argentina e che unisce Buenos Aires al nord-ovest del Paese e alla frontiera boliviana. La città è unita al nord della provincia di Córdoba dalla strada nazionale 64.
Il sobborgo La Banda è invece attraversato dalla strada nazionale 34, che unisce Santiago del Estero con la limitrofa Santa Fe e con il centro industriale di Rosario.

### Ferrovie
Santiago del Estero è unita alla vicina cittadina di La Banda da una linea ferroviaria conosciuta come tren del Desarrollo. La stazione di La Banda è situata lungo la ferrovia Mitre, che unisce Buenos Aires a Tucumán.

### Aeroporti
L'aeroporto Ángel de la Paz Aragonés è situato nella parte nord della città. Da esso partono voli per Buenos Aires e altre città dell'Argentina.

## Sport

### Calcio
Le principali squadre di calcio di Santiago del Estero sono il Central Córdoba di Santiago del Estero, il Mitre e il Güemes.